# Yoshirō Nagayo
Nagayo Yoshirō (長与 善郎?   6 de agosto de 1888-29 de octubre de 1961) fue un novelista y dramaturgo activo durante la era Shōwa en Japón.

## Biografía
Nagayo nació en Tokio, fue el quinto hijo del famoso doctor, Nagayo Sensai. Fue a la escuela Gakushūen, y se graduó en la Universidad de Tokio. A través de sus conexiones escolares, conoció a Mushanokoji Saneatsu y a Shiga Naoya, y contribuyó con trabajos a la revista literaria Shirakaba (Abedul Blanco). Está considerado un portavoz típico de la filosofía humanística de la escuela de Shirakaba .
La publicación de Shirakaba fue suspendida en 1923 después del Gran terremoto de Kantō, pero Nagayo y Mushanokoji colaboraron para sacar adelante una nueva revista literaria, Fuji, ese mismo año. Como crítico literario para Fuji, Nagayo protestó contra el movimiento proletario en la literatura del período de pre-guerra.
Sus trabajos más importantes incluyen las obras Kou to Ryuho (1916-1917), Indara no ko (Niño de Indra, 1921), y la novela histórica Takezawa sensei to iu hito (1924-25).
En occidente es más conocido por su guion cinematográfico Seido no Kirisuto ("Cristo en Bronce"), una historia sobre persecución religiosa en el Período Edo de Japón, el cual fue uno de los participantes en el Festival de Cine de Cannes de 1956.